# Solana (Blockchain)
Solana ist ein öffentliches Blockchainprojekt. Es ist quelloffen und dezentralisiert, wobei der Konsens durch Proof of Stake (PoS) erreicht wird, unterstützt durch Proof of History (PoH), eine Methode, die Zeitstempel zur Validierung von Transaktionen verwendet. 
Ihre interne Kryptowährung trägt das Kürzel SOL. Die Plattform wird auch mit Projekten wie Ethereum verglichen. Wie Ethereum unterstützt Solana Smart Contracts. Das Projekt wurde deshalb als Alternative zu Ethereum bezeichnet.
Die Marktkapitalisierung der Währung lag im Oktober 2021 bei ca. 38 Milliarden US-Dollar. Nach der Insolvenz der Börse FTX fiel die Marktkapitalisierung im November 2022 auf 5,4 Milliarden US-Dollar. Im November 2024 näherte sich der Preis mit der erneuten Wahl von Donald Trump zum US-Präsidenten wieder dem Allzeithoch an. Mitte Mai 2025 hat Solana bei einer Marktkapitalisierung von über 94 Milliarden US-Dollar ihren fünften Platz im Gesamtranking von CoinMarketCap zurückerobert und dabei den von Binance stammenden BNB überholt.

## Geschichte
Das White Paper zu Solana wurde 2017 veröffentlicht, ein Initial Coin Offering fand im Juni 2021 statt. Zu den Investoren gehörte der Risikokapitalgeber Andreessen Horowitz. Am 14. September 2021 ging die Solana-Blockchain offline, nachdem eine Flut von Transaktionen zu einer Abspaltung des Netzwerks geführt hatte und verschiedene Validierer unterschiedliche Ansichten über den Zustand des Netzwerks hatten. Das Netzwerk wurde am frühen Morgen des 15. September 2021 erfolgreich wieder online gebracht.
Die Solana-Plattform wurde seit Oktober 2021 einer breiteren Öffentlichkeit bekannt. Für Aufmerksamkeit sorgte die wahrgenommene Mining-Effizienz und Skalierbarkeit: Ein Vorteil von Solana wird darin gesehen, dass die Blockchain relativ einfach zu nutzen ist, wenn sie von vielen Computern ausgeführt wird. Insbesondere die Skalierbarkeit und Schnelligkeit der Transaktionen führte dazu, dass Solana im öffentlichen Diskurs mitunter als mögliche Plattform für dezentralisierte Finanzmärkte wahrgenommen wurde.
Seit April 2022 können über OpenSea NFTs der Solana-Blockchain gehandelt werden.
Im November 2022 fiel der Preis von Solana innerhalb eines Tages nach dem Konkurs von FTX um 40 Prozent, was auf den Verkauf von Alameda Research zurückzuführen war. Solana war zu diesem Zeitpunkt die zweitgrößte Beteiligung von Alameda, und FTX hielt 982 Millionen Dollar an Solana-Tokens.
Im Juni 2023 verklagte die US-amerikanische Securities and Exchange Commission (SEC) Coinbase mit der Begründung, Solana und zwölf weitere von der Plattform angebotene Währungen seien als Wertpapiere einzustufen und entsprechend zu regulieren. Die Solana-Stiftung hat bestritten, dass der Token ein Wertpapier darstellt. Die Nachricht führte zu einem kurzzeitigen Preiseinbruch bei Solana um 30 Prozent.
Im September 2023 gab Visa bekannt, dass es zusammen mit den Zahlungsabwicklern Worldpay, Inc. und Nuvei die Solana-Blockchain hinzugefügt hat, um Zahlungen an Händler mit dem Stablecoin USD Coin (USDC) statt mit Fiat-Währung per Banküberweisung zu senden.